# Warsangeli
Els warsangeli (també warsengeli o warsingeli) són els membres d'un dels majors clan somali, descendents de Mohamoud Harti i, per tant, del grup harti de clans, que és un subgrup de la gran confederació dels darod. Warsangeli vol dir "el que porta bones notícies".
El warsangeli habiten el Maakhir, part de Sanaag, Sool, Hay-laan i el nord-oest de la regió de Bari, i també al sud (Bay, Bakool i Jubbada Hoose). Van formar un important soldanat (vegeu Sultanat de Warsangeli).

## Subclans
- Aadan Siciid
- Abdi Naleye
- Adan Yaqub
- Axmed Dhegawayn
- Bah Habar Cismaan
- Bah Habar Xasan
- Bah Idoor o Bihidor (Gerad Abdale)
- Bah Ogayslabe (Gerad Abdale)
- Reer Gerad (Gerad Abdale)
- Axmed Dhegawayn (Gerad Abdale)
- Faarax Ali (Gerad Abdale)
- Reer Faatax (Gerad Abdale)
- Reer Yuusuf (Gerad Abdale)
- Raage Ali (Gerad Abdale)
- Cigale Ali (Gerad Abdale)
- Caamir Ali (Gerad Abdale)
- Cabdi Ali (Gerad Abdale)
- Bah Yabare
- Bihna Guuleed
- Caamir Yuusuf
- Cawramale
- Ciise Ali
- Cismaan Yusuf
- Colmarabe
- Dubeys
- Garaad cumar
- Garad Liban (Tuure)
- Garwayne
- Gerad Maxamud
- Gobyawuud
- Habar Ahmed
- Hinjiye
- Idamoge
- Jibriil Siciid
- Muxumud
- Ogayslabe
- Reer cumar
- Reer Mohamed
- Reer Saalax
- Reer Xaaji
- Reer Yaasuf
- Riighaye
- Siciid Ciise
- Siciid Naleye
- Waqadsiinye
- Warlabe
- Xusein Ciise